# Guillermo Barlais
Guillermo Barlais (en francés: Guillaume Barlais; c. 1262-c. 1305) fue un noble cruzado. Por su matrimonio con Isabel de Ibelín, devino en señor de Beirut, un feudo del Reino de Jerusalén.

## Biografía
Su origen se desconoce y también se ignora sobre su parentesco con Amalarico Barlais, regente del Reino de Chipre, en particular si era hijo o no de este último.
En 1277, se casó con Isabel de Ibelín, señora de Beirut, viuda de Hugo II de Chipre, Hamo Lestrange y Nicolás el Alemán. Por el derecho de su mujer gobernó como señor de Beirut hasta que Isabel murió sin tener descendencia en 1282 y el señorío recayó en su hermana, Eschiva de Ibelín, y su esposo Hunfredo de Montfort, señor de Tiro.
Después de 1282, Guillermo se casó con Alix de la Mandelée, hija de Guillermo de Mandelée, señor de Scandelion. Murió alrededor de 1305. Después de su muerte, Alix se casó con Ague de Bethsan.